# Le Caveau de la Huchette

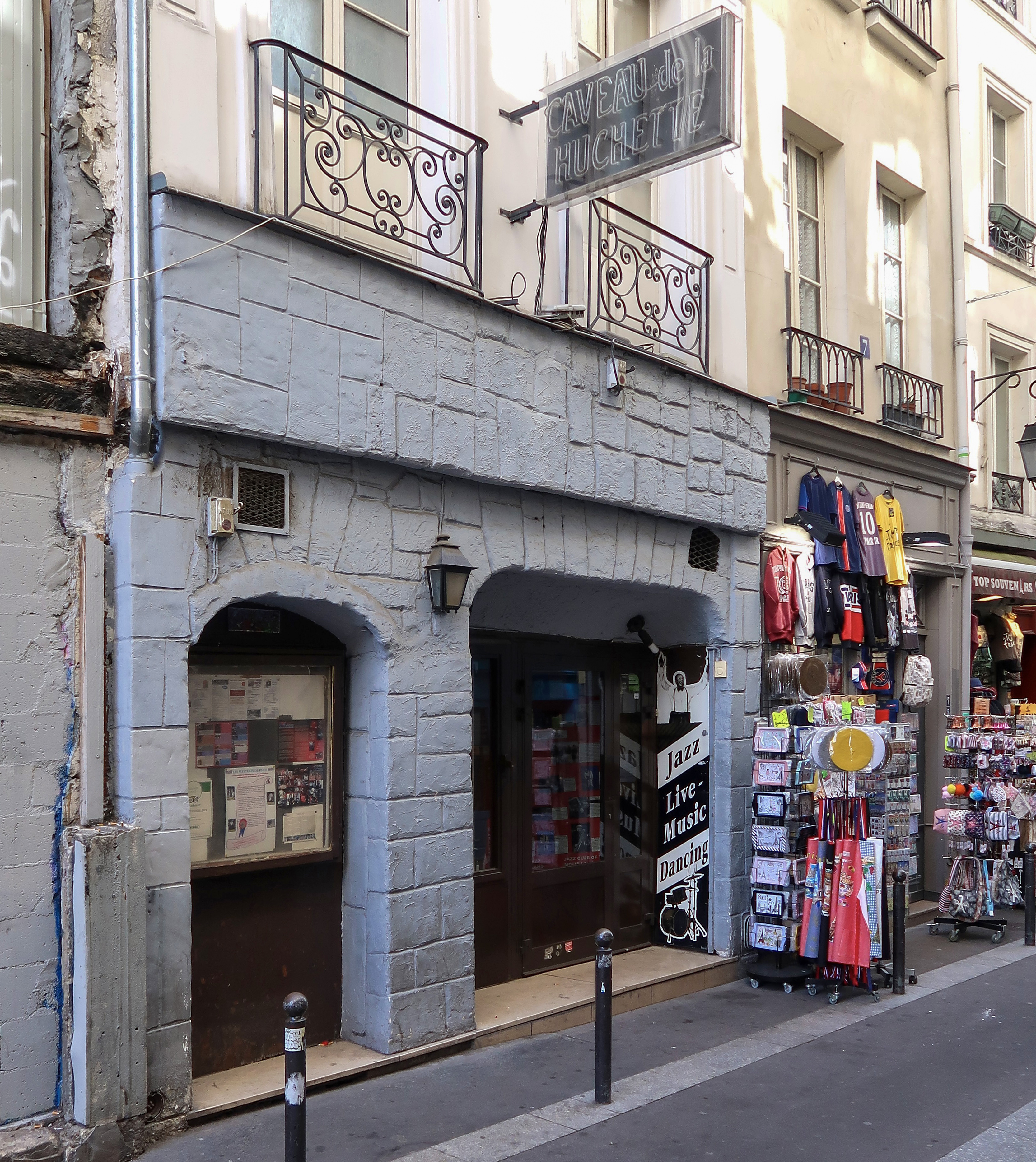
Eingang des Clubs

Le Caveau de la Huchette ist ein Jazzclub im Quartier Latin in Paris, der sich in der Rue de la Huchette 5 befindet. 1946 gegründet, gilt er als der älteste Jazzkeller Europas.

## Geschichte
Bereits seit 1551 diente der Keller des Gebäudes als Treffpunkt der Rosenkreuzer; 1772 entstand dort eine Loge der Freimaurer.
Während der französischen Revolution wurden dort Geheimprozesse durchgeführt.
Nach dem Ende des Zweiten Weltkriegs entstand im Keller des Gebäudes ein Club, in dem zahlreiche bekannte amerikanische und europäische  Jazzmusiker auftraten, wie etwa  Lionel Hampton, Count Basie, Art Blakey, Memphis Slim, Bill Coleman, Sweets Edison, Rhoda Scott, Maxim Saury, Claude Luter, Jean-Christian Michel, Georges Arvanitas, Claude Bolling, Wild Bill Davis, Marc Laferrière oder Boris Vian. In dem Keller entstanden auch einige Spielfilme.
Seit 1970 gehört Le Caveau de la Huchette dem Jazzmusiker Dany Doriz.

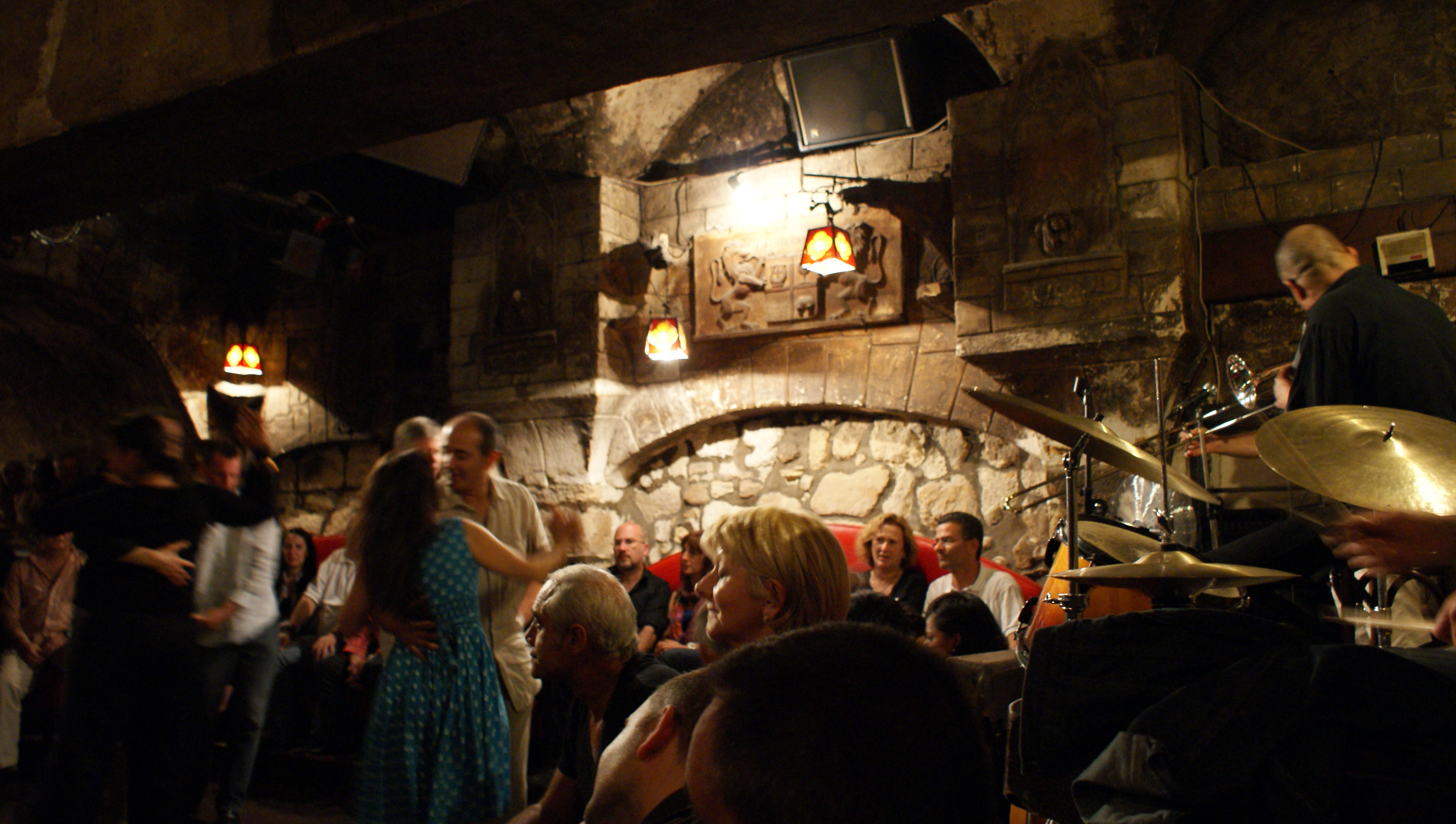
Le Caveau de la Huchette (2011)

## Im Keller entstandene Filme
- 1958: Die sich selbst betrügen (Les tricheurs) von Marcel Carné
- 1976: Die kleinen Französinnen – Das erste Mal (La première fois) von Claude Berri
- 1985: Rote Küsse (Rouge Baiser) von Véra Belmont
- 2014: Yves Saint Laurent von Jalil Lespert

## Diskographie (Auswahl)
- Raymond Fonsèque Original Band Ambiance Ragtime au Caveau de la Huchette (Président ≈1970)
- Alton Purnell, Les Haricots Rouges Caldonia Live 1974 (Pragmaphone 1975)
- Les Haricots Rouges Avec Louis Nelson et Barry Martin (Memories 1978, rec. 1975)
- Wild Bill Davis & Dany Doriz Live from the Caveau de la Huchette – Paris 1977 (Laserlight 1977 mit Stéphane Guérault, Dave Pochonet bzw. Maurice Martin bzw. Kenny Clarke)[5]
- Bill Coleman & Dany Doriz Cave’s Blues: Bill Coleman Meets Dany Doriz au Caveau de la Huchette (Jazzmosphere 1979)
- Marc Laferrière Au Caveau de la Huchette (Jazzmosphere 1979)
- L’Anthologie Caveau de la Huchette 1965-2017 (Frémeaux & Associés 2017, mit Dany Doriz, Haricots Rouges, Sidney Bechet, Milt Buckner, Jean-Michel Proust, Lionel Hampton, Al Copley, Marcel Azzola, Claude Tissendier, Claude & Eric Luter, Maxim Saury, Marc Laferrière, Sacha Distel & Wild Bill Davis)[6]